# Сидервил (Њу Џерзи)
Сидервил (енгл. Cedarville) насељено је место без административног статуса у америчкој савезној држави Њу Џерзи.

## Демографија
По попису из 2010. године број становника је 776, што је 17 (-2,1%) становника мање него 2000. године.
| Група             | 2000.       | 2010.       |
| Белци             | 675 (85,1%) | 594 (76,5%) |
| Афроамериканци    | 70 (8,8%)   | 78 (10,1%)  |
| Азијати           | 3 (0,4%)    | 3 (0,4%)    |
| Хиспаноамериканци | 32 (4,0%)   | 78 (10,1%)  |
| Укупно            | 793         | 776         |